# 7126 Cureau
7126 Cureau eller 1991 GJ4 är en asteroid i huvudbältet som upptäcktes den 8 april 1991 av den belgiske astronomen Eric W. Elst vid La Silla-observatoriet. Den är uppkallad efter fransmannen Marin Cureau de la Chambre.
Asteroiden har en diameter på ungefär 6 kilometer och den tillhör asteroidgruppen Koronis.